# چک شهزاد
چک شهزاد (به انگلیسی: Chak Shahzad) یک شهرک در پاکستان است که در اسلام‌آباد واقع شده‌است.